# Леополд Грац
Леополд Грац (Беч, 4. новембар 1929 – Беч, 2. март 2006) био је аустријски политичар и градоначелник Беча од 1973. до 1984.
Грац је био дипломирао права на Бечком универзитету и члан Социјалдемократске партије Аустрије (СПО). Од 1963. до 1966. био је члан Савезног већа Аустрије (Бундесрата), од 1970. до 1971. савезни министар образовања и уметности. Од 1966. до 1973. био је члан Националног савета Аустрије и од 1986. до 1989. председник Националног савета Аустрије, а од 1971. до 1973. године вођа социјалиста у Парламенту Аустрије.
Од 1973. до 1984. био је градоначелник Беча и председник бечке општинске владе. Од 1984. до 1986. године био је министар иностраних послова. Од 1986. до 1989. године био је председник Националног савета Аустрије. Његов мандат градоначелника Беча био је у сенци афере "Бауринг" и скандала око изградње бечке Опште болнице. Одлучио је да поднесе оставку из владе 1989. након још једног скандала. Након што је Грац одлучио да напусти политику, остао је члан партијског извршног комитета СПО Беч, као и председник Међународне конференције о Кампучији (ИЦК) на захтев Организације Уједињених нација (УНО).

## Награде и почасти
Папа Јован Павле Други је 1979. године прогласио Леополда Граца за витеза Великог крста Реда Светог Силвестра. 
|  | Велики крст Ордена принца Хенрија (Португалија) - додељен 18. априла 1984. |

2010. године, трг иза аустријског парламента у центру Беча добио је име по Леополду Грацу (Леополд-Грац-Плац).